# الجغانة (الدوميين الترس)
الجغانة هو دُوَّار يقع بجماعة بنو هلال، إقليم سيدي بنور، جهة الدار البيضاء سطات في المملكة المغربية. ينتمي الدوّار لمشيخة الدوميين الترس التي تضم 15 دوار. يقدر عدد سكانه بـ 537 نسمة حسب الإحصاء الرسمي للسكان والسكنى لسنة 2004.

## روابط خارجية
- البوابة الوطنية للجماعات الترابية
- المندوبية السامية للتخطيط